# Jenna Thiam
Jenna Thiam (Bruxelles, 19 dicembre 1990) è un'attrice belga, conosciuta principalmente per il ruolo di Lena nella serie televisiva Les Revenants.

## Biografia
Nata da una famiglia di artisti,, si appassiona molto giovane al teatro e alla recitazione e ha alcune esperienze in cortometraggi. Il primo ruolo lo ottiene nell'episodio pilota della serie TV Clem (2009).
Entra nel cast principale della serie TV Les Revenants, che ottiene un successo internazionale, interpretando il complesso ruolo di Lena, sorella di Camille, una delle persone "ritornate" nella misteriosa e piccola cittadina francese dove si svolge interamente l'azione.
Nel 2014 lavora con Claude Lelouch nella pellicola Parliamo delle mie donne e l'anno successivo è protagonista del mediometraggio danese Jeanne D'Arc .
Nel 2018 sposa il cantautore portoghese Salvador Sobral, vincitore dell'Eurovision Song Contest 2017.

## Filmografia

### Teatro
- La mort de Danton (2017)

### Cinema
- L'Année prochaine, regia di Vania Leturcq (2014)
- Vie sauvage, regia di Cédric Kahn (2014)
- Parliamo delle mie donne (Salaud, on t'aime), regia di Claude Lelouch (2014)
- Anton Tchékhov 1890, regia di René Féret (2015)
- L'Indomptée, regia di Caroline Deruas (2016)
- Capri-Revolution, regia di Mario Martone (2018)
- Ni dieux ni maîtres, regia di Eric Cherrière (2018)
- Les choses qu'on dit, les choses qu'on fait, regia di Emmanuel Mouret (2020)
- Black Parthenope, regia di Alessandro Giglio (2022)
- Il mistero del profumo verde (Le Parfum vert), regia di Nicolas Pariser (2022)

### Televisione
- Clem (2009)
- Les Revenants (2012-2015)
- The Collection (2016)
- Cuba Libre (2022)

### Cortometraggi
- Jeanne d'Arc, regia di Kristian Sejrbo Lidegaard (2015)